# Жанажол (Єрейментауський район)
Жанажо́л (каз. Жаңажол) — село у складі Єрейментауського району Акмолинської області Казахстану. Входить до складу Тургайського сільського округу.
Населення — 201 особа (2021; 245 у 2009, 363 у 1999, 447 у 1989).
Національний склад станом на 1989 рік:
- казахи — 100 %.